# Hennigsdorf
Hennigsdorf település Németországban, azon belül Brandenburgban. Lakosainak száma 26 623 fő (2023. december 31.). Hennigsdorf Berlin, Hohen Neuendorf, Velten, Oberkrämer és Schönwalde-Glien községekkel határos.

## Népesség
A település népességének változása:
| Lakosok száma | 26 010 | 26 369 | 26 345 | 26 515 | 26 728 | 26 623 |
|               | 2012   | 2017   | 2019   | 2021   | 2022   | 2023   |